# 교하향교
교하향교(交河鄕校)는 대한민국 경기도 파주시 금릉동에 있는 향교이다. 1983년 9월 19일 경기도의 문화재자료 제11호로 지정되었다.

## 개요
향교는 공자와 여러 성현께 제사를 지내고 지방민의 교육과 교화를 위해 나라에서 세운 국립교육기관이다.
교하향교는 조선 태종 7년(1407) 탄현면 갈현리에 처음 지었다가 영조 7년(1731)에 지금 있는 자리로 옮겨 지었다.
전체 배치는 앞쪽에 교육 공간인 명륜당과 동재·서재가 있고, 뒤쪽에 제사 공간인 대성전과 동무·서무가 있어 전학후묘의 배치 형태를 보이고 있다.
대성전에는 공자를 비롯한 성현의 위패를 모시고 있으며 앞면 3칸·옆면 2칸 규모로, 지붕은 옆면에서 볼 때 사람 인(人)자 모양인 맞배지붕이다. 지붕 처마를 받치기 위해 장식하여 만든 공포는 새 날개 모양으로 꾸민 익공 양식이다.
명륜당은 앞면 3칸·옆면 2칸 규모로, 지붕은 옆에서 볼 때 여덟 팔(八)자 모양인 팔작지붕으로 꾸몄다. 명륜당은 학생들이 모여 공부하는 강당이고 동재·서재는 학생들의 기숙사이다.
조선시대에는 나라에서 토지와 노비·책 등을 지원받아 학생을 가르쳤으나, 지금은 교육 기능은 없어지고 제사 기능만 남아 있다.

## 참고 자료
- 교하향교 - 국가유산청 국가유산포털